# Rallye Dakar 1985

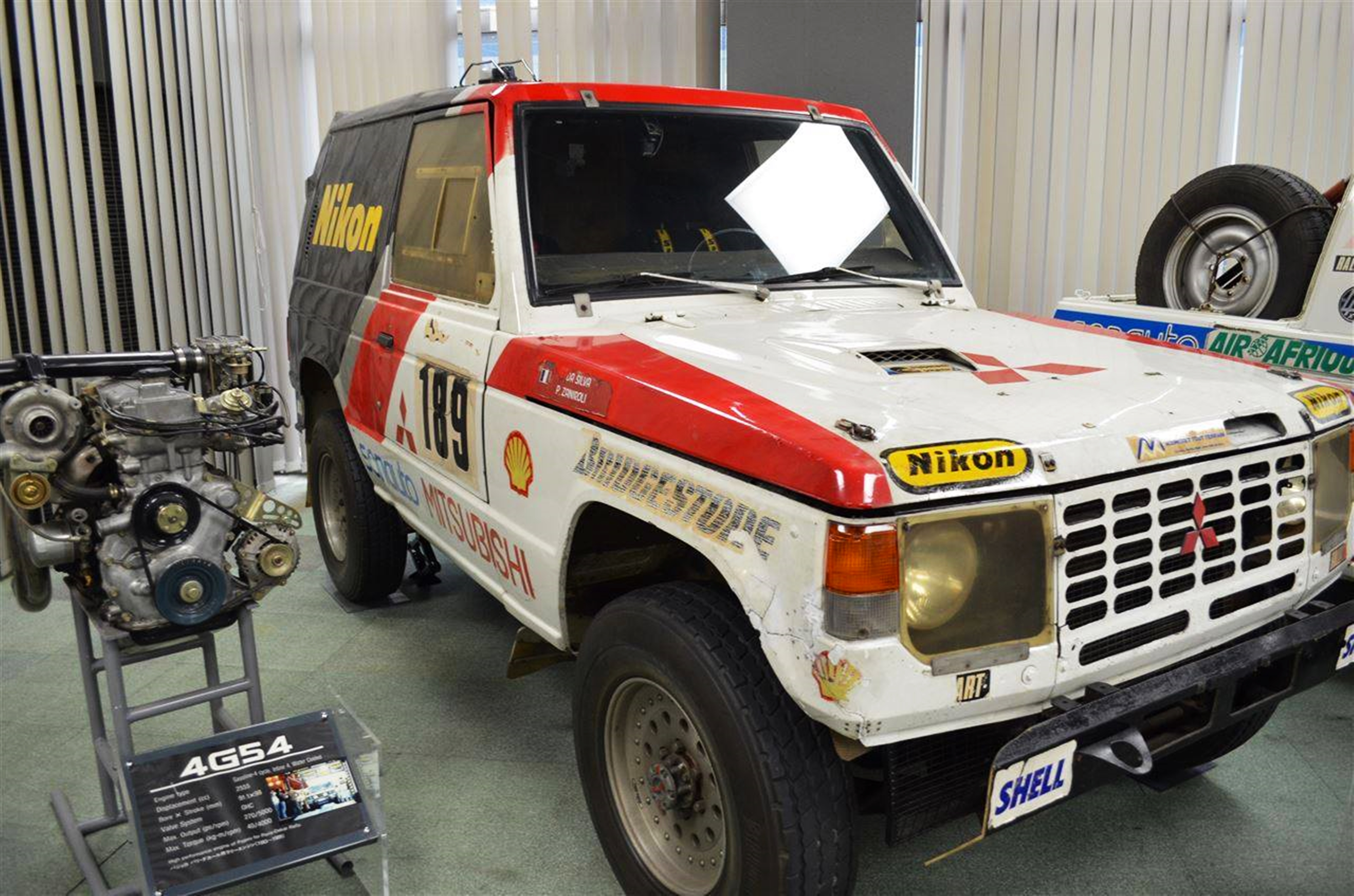
Siegerfahrzeug Mitsubishi Pajero Evolution von Patrick Zaniroli

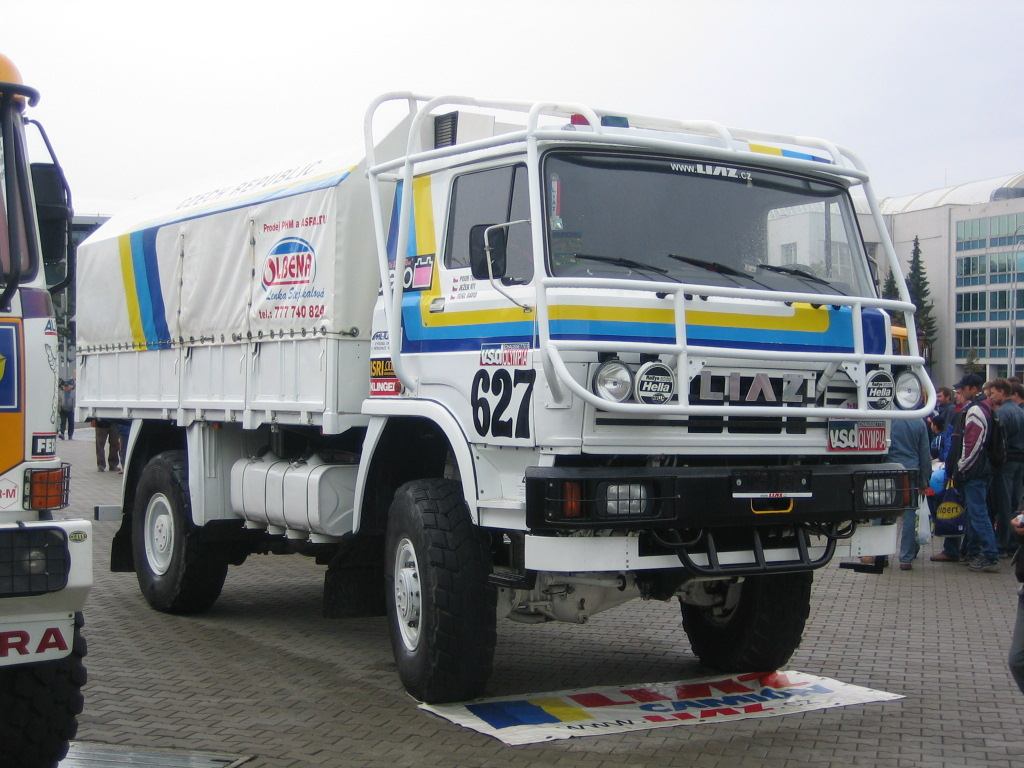
LIAZ der 1985er Edition

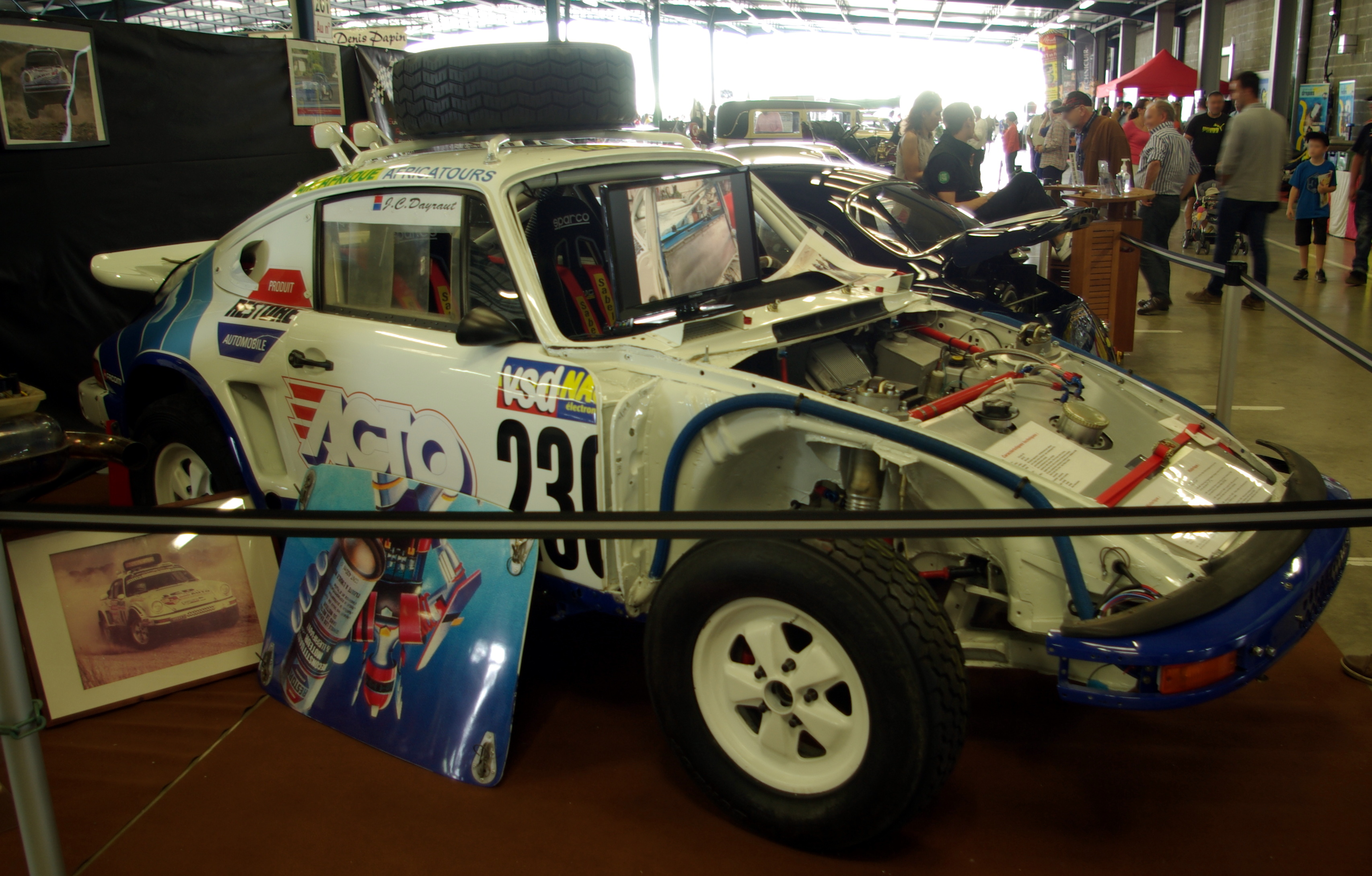
Schnittmodell des Porsche 953 von Jean-Claude Dayraud

Die Rallye Dakar 1985 (7e Rallye Paris-Dakar) war die 7. Ausgabe der Rallye Dakar. Sie begann am 1. Januar 1985 in Versailles und endete am 22. Januar 1985 in Dakar.
Die Strecke führte über 14.000 km durch Frankreich, Algerien, Niger, Mali, Mauretanien und Senegal.
An der Rallye nahmen insgesamt 552 Teilnehmer – 362 Autos, 135 Motorräder und 55 LKW teil.

## Endwertung

### Motorräder
|    | Fahrer              | Fahrzeug |
| -- | ------------------- | -------- |
| 1. | Gaston Rahier       | BMW      |
| 2. | Jean-Claude Olivier | Yamaha   |
| 3. | Franco Picco        | Yamaha   |

### PKW
|    | Fahrer            | Fahrzeug                    |
| -- | ----------------- | --------------------------- |
| 1. | Patrick Zaniroli  | Mitsubishi Pajero Evolution |
| 2. | Andrew Cowan      | Mitsubishi Pajero Evolution |
| 3. | Pierre Fougerouse | Toyota FJ 60                |

### LKW
|    | Fahrer                 | Fahrzeug      |
| -- | ---------------------- | ------------- |
| 1. | Karl-Friedrich Capito  | Unimog U 1300 |
| 2. | Jan de Rooy            | DAF 3300      |
| 3. | Karl-Wilhelm Strohmann | Unimog U 1300 |